# Charon (vệ tinh)
Charon là vệ tinh tự nhiên lớn nhất của hành tinh lùn Sao Diêm Vương (Pluto), được phát hiện vào năm 1978. Sau khi phát hiện được thêm 2 vệ tinh khác của Sao Diêm Vương là Nix và Hydra vào năm 2005, Charon cũng được gọi tên là Pluto I. Phi thuyền không người lái New Horizons đã bay qua Charon và Sao Diêm Vương vào tháng 7 năm 2015.
Không nên nhầm lẫn Charon với Chiron, một tiểu hành tinh bay trong quỹ đạo giữa Sao Thổ và Sao Thiên Vương.

## Phát hiện

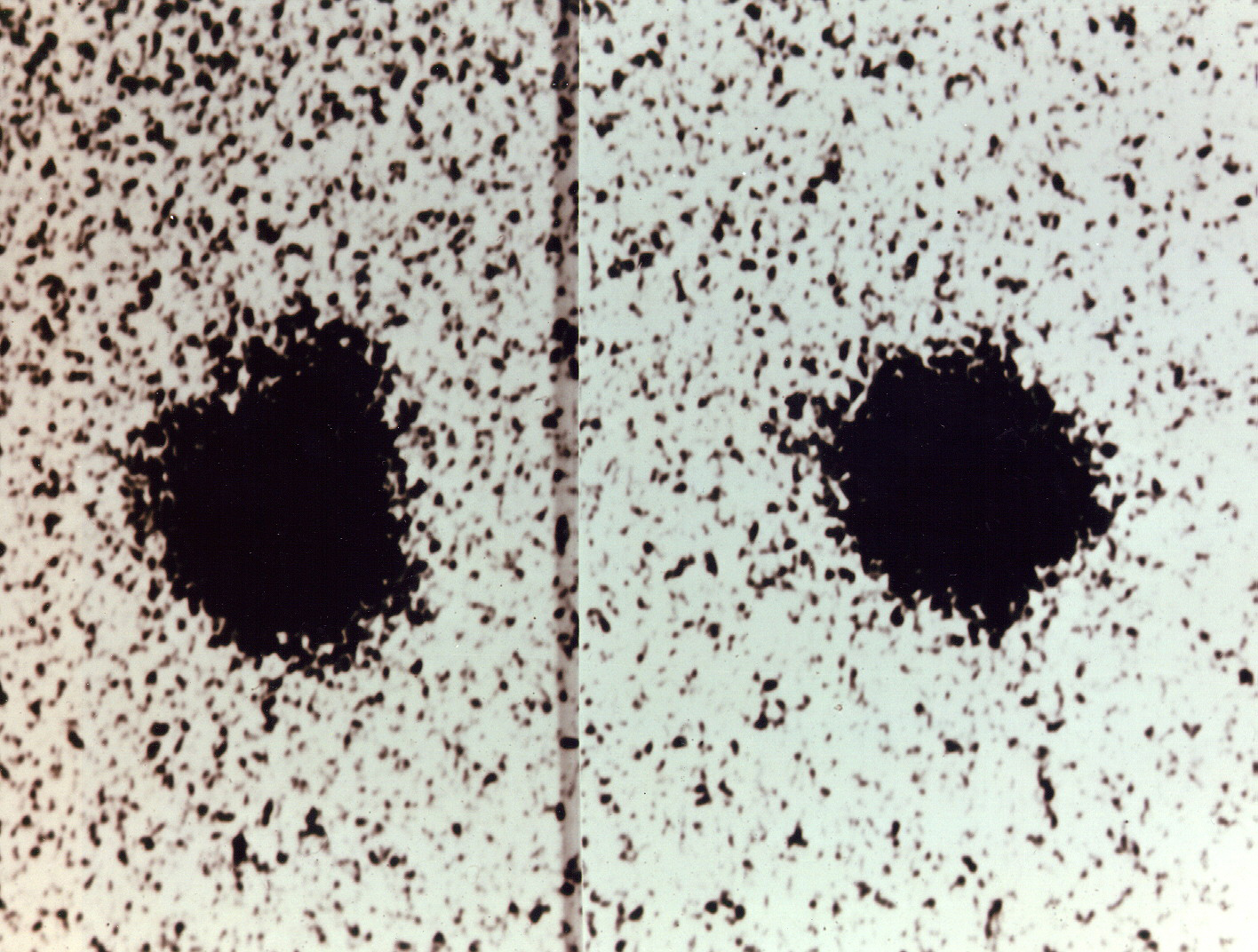
Ảnh chụp Sao Diêm Vương được dùng để xác định sự tồn tại của Charon

Charon được phát hiện vào ngày 22 tháng 6 năm 1978 bởi nhà thiên văn học James Christy khi đang nghiên cứu một bức hình phóng to của Sao Diêm Vương được chụp 2 tháng trước. Christy để ý thấy một đốm tối nhạt xuất hiện có chu kì. Phát hiện này được Christy được Hiệp hội Thiên văn Quốc tế (IAU) thông báo vào ngày 7 tháng 7 năm 1978. Sau đó, phát hiện này được khẳng định lại nhờ một số bức ảnh chụp vào ngày 29 tháng 4 năm 1965.
Những quan sát tiếp theo đã chỉ ra rằng đốm đen nói trên thuộc về một vệ tinh có kích cỡ nhỏ hơn. Chu kỳ của nó bằng với chu kỳ tự quay của Sao Diêm Vương, đã được xác định từ trước nhờ phổ ánh sáng của Sao Diêm Vương. Quỹ đạo kiểu như trên thuộc về kiểu quỹ đạo đồng thời.
Mọi nghi vấn về sự tồn tại của Charon đã được xóa bỏ khi trong 5 năm từ năm 1985 đến năm 1990, Trái Đất, Sao Diêm Vương và Charon ở trên cùng một mặt phẳng. Hiện tượng này đã khiến chúng ta quan sát được rất nhiều lần Charon đi qua bề mặt của Sao Diêm Vương. Trong chu kì quay quanh mặt trời kéo dài 248 năm của Sao Diêm Vương, hiện tượng này chỉ xảy ra 2 lần. Vì thế quan sát được hiện tượng này chỉ sau khi phát hiện ra Charon một thời gian ngắn là một sự kiện rất đáng quý trong thiên văn học.

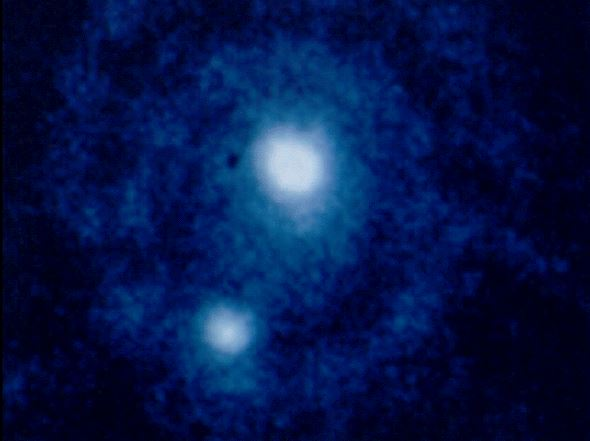
Hình ảnh phóng to của kính viễn vọng Hubble về Sao Diêm Vương (chấm sáng to ở gần trung tâm ảnh) và Charon (chấm sáng nhỏ phía dưới) vào đầu năm 1990

Vào thập niên 1990 của thế kỷ XX, nhờ sự trợ giúp của kính viễn vọng không gian Hubble, chúng ta đã quan sát được Sao Diêm Vương và Charon với hình ảnh của 2 thiên thể riêng biệt. Ngày nay chúng ta cũng làm được điều đó với các hệ kính viễn vọng tự điều chỉnh trên mặt đất.

## Tên gọi

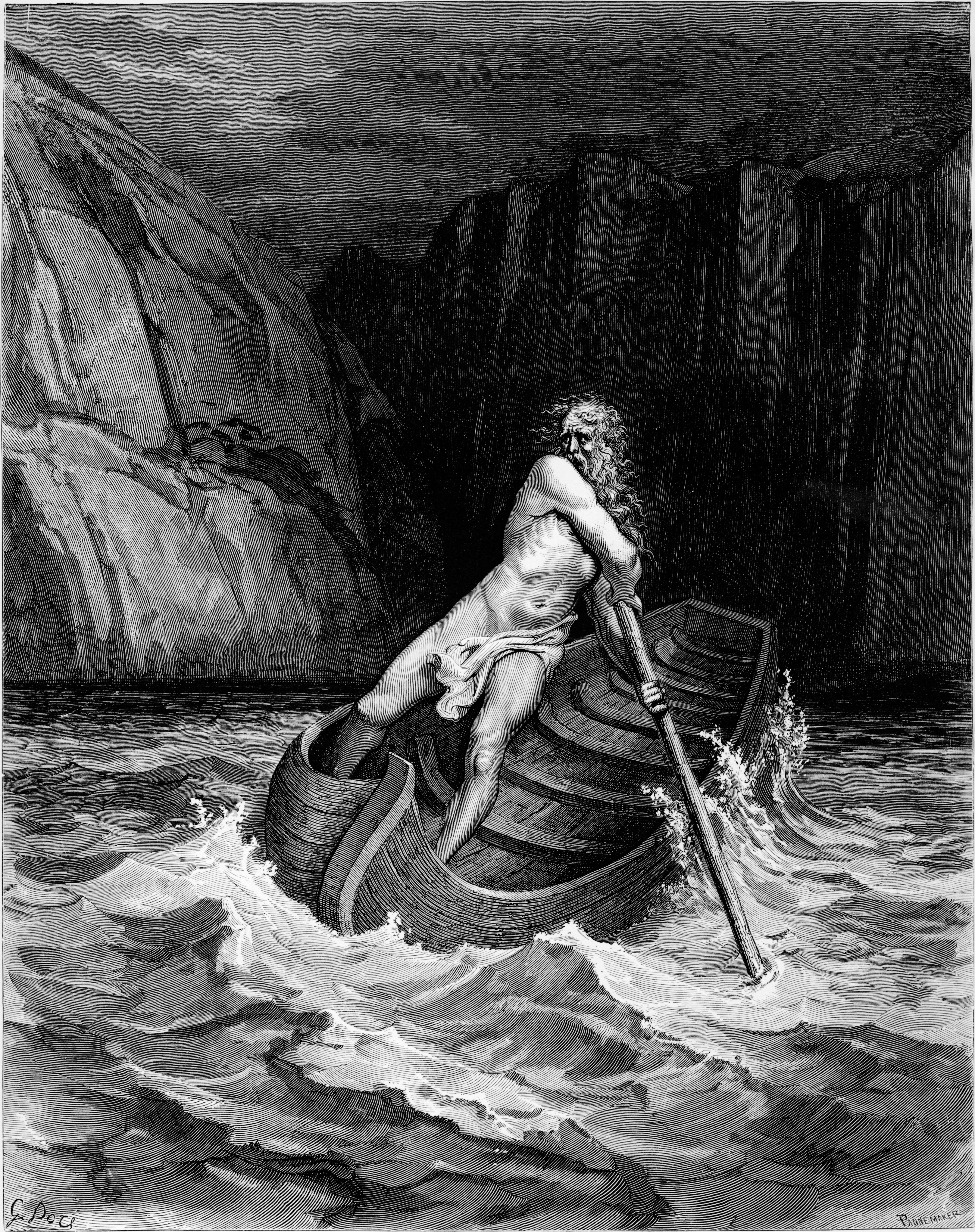
Charon - người chở đò

Charon lúc đầu mang mã hiệu tạm thời là S/1978 P 1 theo cách đặt tên thời đó. Vào ngày 24 tháng 6 năm 1978, Christy đề nghị được đặt tên vệ tinh mới là Charon, một cái tên nhằm gợi nhớ đến tên của vợ ông là Charlene. Mặc dù các đồng sự đề xuất tên Persephone (cũng có một tiểu hành tinh tên là 399 Persephone), nhưng do tình cờ phát hiện ra Charon cũng đồng thời là tên một nhân vật trong thần thoại Hy Lạp, Christy vẫn giữ nguyên ý kiến của mình. Sau đó vào năm 1985, cái tên trên được IAU chính thức công nhận, và được công bố vào ngày 3 tháng 1 năm 1986.
Trong thần thoại Hy Lạp, Charon là người chở đò đưa con người tới âm phủ, một nhân vật có mối quan hệ chặt chẽ với thần Âm phủ Hades. Pluto trong thần thoại La Mã chính là thần Hades. Mặc dù trong tiếng Anh, ch trong tên người chở đò Charon được đọc là /k/, Christy đọc từ này là /ʃ/, giống như tên vợ ông. Cách phát âm này là khá phổ biến trong cộng đồng các nhà thiên văn học nói tiếng Anh. Mặc dù vậy, các nhà thiên văn học nói các thứ tiếng khác, cũng như một số nhà thiên văn học nói tiếng Anh đọc tên Charon giống như cách đọc tên nhân vật thần thoại.

## Đặc điểm vật lý

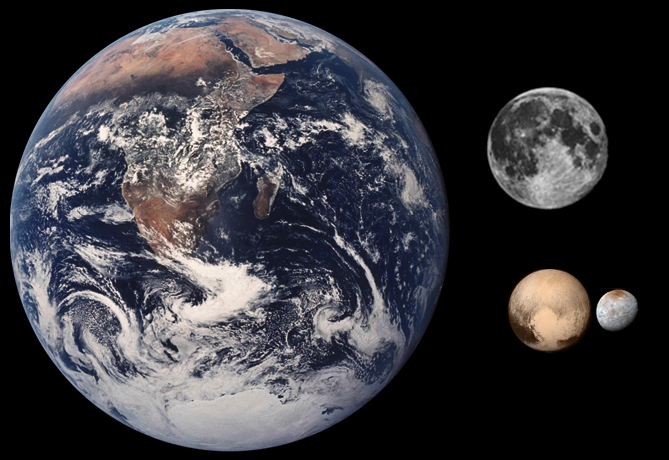
Kích thước của Charon và Sao Diêm Vương so với Mặt Trăng và Trái Đất

Đường kính của Charon là khoảng 1.207 km, bằng một nửa Sao Diêm Vương. Diện tích bề mặt vào cỡ 4.580.000 km². Charon là vệ tinh tự nhiên lớn thứ 12 trong Hệ Mặt Trời, chu kỳ tự quay chậm của Charon có nghĩa là nó sẽ có ít phẳng hoặc biến dạng thủy triều, nếu khối lượng của Charon đủ lớn để ở trạng thái cân bằng thủy tĩnh. Mọi độ lệch nào so với một thiên thể hình cầu hoàn hảo là quá nhỏ để có thể được phát hiện bởi các quan sát của sứ mệnh New Horizons. Điều này trái ngược với Iapetus, vệ tinh tự nhiên quay quanh Sao Thổ có kích thước tương tự như Charon nhưng có độ mờ rõ rệt. Việc Charon không có bằng phẳng như vậy khả năng có nghĩa là nó hiện đang ở trạng thái cân bằng thủy tĩnh, hoặc đơn giản là quỹ đạo của nó đã tiến gần đến quỹ đạo hiện nay trong lịch sử của nó, khi nó vẫn còn nóng sau khi hình thành.

### Bề mặt
Không giống như Sao Diêm Vương với bề mặt bao phủ bởi nitơ và băng methane, bề mặt của Charon được bao phủ bởi băng nước khó bốc hơi hơn, và có vẻ gần như không có khí quyển bao quanh. Vào năm 2007, từ những quan sát của Đài thiên văn Gemini, người ta nhận thấy dấu hiệu của amoniac ngậm nước và tinh thể nước. Điều này cho thấy Charon có thể có những mạch nước phun có nhiệt độ siêu thấp (cryo-geyser) và núi lửa băng.

### Cấu trúc
Những lần che khuất lẫn nhau liên tiếp giữa Sao Diêm Vương và Charon vào thập kỷ 80 cho phép các nhà khoa học tính toán quang phổ của Sao Diêm Vương và quang phổ của cả hệ 2 thiên thể. Lấy cái thứ hai trừ đi cái thứ nhất, người ta tính toán được quang phổ của Charon, và từ đó phỏng đoán cấu trúc bề mặt của vệ tinh này.
Thể tích và khối lượng của Charon chỉ ra mật độ của nó. Từ mật độ này, người ta cho rằng Charon là một thiên thể băng giá, chứa các cấu trúc đất đá ít hơn Sao Diêm Vương. Do đó, người ta giả thuyết rằng, có thể Charon được hình thành sau một vụ va chạm lớn của Sao Diêm Vương với một thiên thể trong quá khứ. Có 2 giả thuyết trái ngược nhau về cấu trúc bên trong của Charon. Một giả thuyết cho rằng Charon có phần lõi đá rắn và lớp vỏ băng, trong khi giả thuyết kia nghiêng về một thiên thể đồng nhất về cấu trúc. Giả thuyết thứ nhất gần đây đã phần nào được chứng minh khi những phát hiện về sự xuất hiện tinh thể băng được Đài thiên văn Gemini tìm thấy vào năm 2007. Tinh thể như vậy không thể tồn tại quá 30.000 năm do tia tử ngoại từ Mặt Trời sẽ chuyển mọi tinh thể kết tinh thành dạng vô định hình. Từ đó cho thấy cấu trúc bên trong của Charon rất khác biệt.

## Quỹ đạo

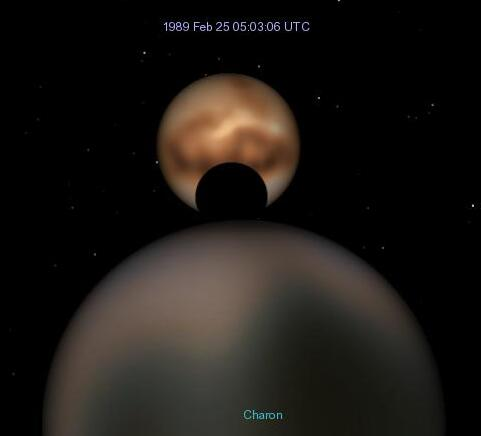
Bóng của Charon trùm lên Sao Diêm Vương, ngày 25 tháng 2 năm 1989

Mô phỏng khoá thủy triều giữa Charon và Sao Diêm Vương

Charon và Sao Diêm Vương quay quanh nhau với chu kì 6,387 ngày. Bị lực hấp dẫn "khóa lại", hai thiên thể này luôn luôn quay cùng một mặt về phía nhau. Khoảng cách trung bình giữa hai thiên thể là 19.570 km. Sự khám phá ra Charon đã giúp các nhà thiên văn tính toán chính xác khối lượng của hệ thống Sao Diêm Vương, và những lần che khuất đã giúp tính toán chính xác được kích thước của chúng. Nhưng vẫn chưa thể tính được khối lượng của từng thiên thể. Mãi tới cuối năm 2005, sau khi phát hiện ra hai vệ tinh nhỏ hơn của Sao Diêm Vương, các nhà khoa học mới tính được chính xác khối lượng của Charon bằng 11,65% khối lượng của Sao Diêm Vương. Từ đó cho thấy khối lượng riêng của Charon là 1,65 ± 0,06 g/cm³, có thể chứa gồm 55 ± 5% đá và 45% băng, trong khi Sao Diêm Vương có khối lượng riêng lớn hơn, chứa khoảng 70% là đá.

## Hình thành
Những nghiên cứu của Robin Canup vào năm 2005 cho rằng Charon có thể được tạo thành sau một vụ va chạm lớn cách đây 4,5 tỷ năm trước, giống như Trái Đất và Mặt Trăng. Theo giả thuyết này, một thiên thể thuộc vành đai Kuiper khá lớn đâm sầm vào Sao Diêm Vương với vận tốc lớn, làm Sao Diêm Vương văng mất phần vỏ băng ở phía ngoài. Thiên thể này cũng bị vỡ ra. Từ những phần mảnh vỡ này sau đó đã kết hợp lại tạo thành Charon. Nhưng nếu như giả thuyết này là đúng, cấu tạo của Charon phải gồm nhiều băng hơn, trong khi Sao Diêm Vương phải cấu tạo bởi nhiều đá hơn so với thực tế. Gần đây, người ta cho rằng Sao Diêm Vương và Charon trước khi quay xung quanh nhau là hai thiên thể riêng biệt. Sau đó chúng va chạm và một phần lớn những băng dễ bốc hơi đã thoát ra ngoài trong khi hai thiên thể vẫn không bị hủy hoại hoàn toàn và bắt đầu quay xung quanh nhau như hiện nay.

## Charon là một hành tinh lùn?

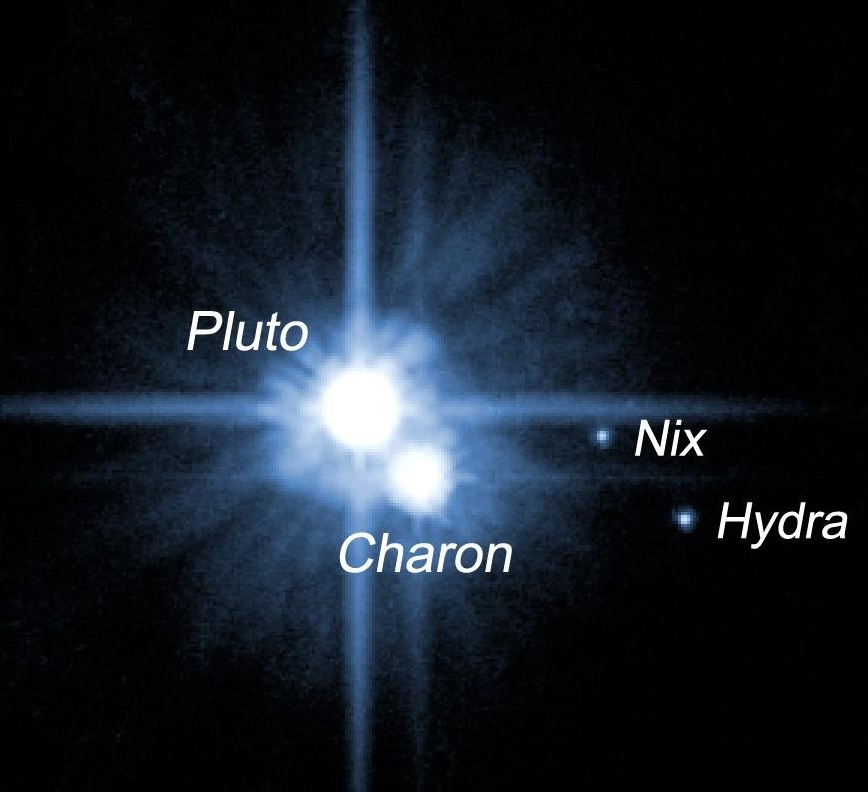
Sao Diêm Vương và 3 vệ tinh

Khối tâm của hệ thống Sao Diêm Vương nằm ở ngoài cả Sao Diêm Vương và Charon. Do không thiên thể nào thực sự quay xung quanh thiên thể còn lại mà chúng quay quanh một tâm chung, và khối lượng của Charon tương đối lớn so với Sao Diêm Vương (11,6%), có một câu hỏi được đặt ra rằng Charon có thực sự là một vệ tinh của Sao Diêm Vương hay không, hay thực ra là 2 hành tinh lùn.
Theo những tiêu chuẩn đề nghị ban đầu của Hiệp hội Thiên văn Quốc tế (IAU), một hành tinh được định nghĩa là các thiên thể dạng cầu quay xung quanh Mặt Trời. Cũng theo tiêu chuẩn này, hai thiên thể là một hệ thống hành tinh - vệ tinh khi mà khối tâm chung của hệ nằm bên trong giới hạn của thiên thể lớn hơn. Còn nếu không, chúng là một hệ hành tinh đôi. Theo tiêu chuẩn này, Charon sẽ phải là một hành tinh. Thế nhưng sau đó, khi những định nghĩa chính thức được đưa ra, Sao Diêm Vương được coi là một hành tinh lùn, trong khi không có một định nghĩa mới về việc khi nào một hệ hai thiên thể là một hệ hành tinh - vệ tinh. Do đó Charon chưa được định danh chính thức là vệ tinh hay hành tinh lùn (Hiện nay trong danh sách các hành tinh lùn vẫn chưa có Charon).
Hai vệ tinh còn lại khá nhỏ so với Sao Diêm Vương và Charon, chúng cũng không thể đủ khối lượng để có hình cầu. Chúng đơn giản được coi là hai vệ tinh quay quanh Sao Diêm Vương, hay theo quan điểm hệ đôi, chúng là hai vệ tinh quay quanh hệ thống Sao Diêm Vương - Charon.